# 中国诗歌会
中国诗歌会是中华民国一个文学社团。现代文学社团。1932年9月成立于上海，受“左联”领导，任钧、穆木天、蒲风、柳倩、白薇、雷溅波等发起，会员有杨骚、杜谈、辛劳、田间、王亚平、袁勃、曼晴、温流、雷石榆、黄宁婴、芦荻等近百人，“以推进新诗歌运动，致力中国民族解放，保障诗歌权利为宗旨”(《中国诗歌会会章》)。

## 历史
1932年9月，中国诗歌会在上海建立，建立者是穆木天、杨骚、任钧、蒲风等，在北平、广州、青岛、大日本帝国东京都有分会。
1933年2月，创办机关刊物《新诗歌》旬刊(后改为半月刊、月刊)，各分会也大多办有刊物，涌现出王亚平、温流等一批青年诗人。中国诗歌会诗人创作的共同特色是：坚持革命现实主义的创作方法，紧紧“捉住现实”，以诗歌为武器，向帝国主义、封建主义进行坚决斗争；在艺术形式上，大力提倡和实践诗歌大众化，“要使我们的诗歌成为大众歌调”(《新诗歌?发刊诗》)。他们企求“藉著普遍的歌谣、时调诸类的形态，接受它们普及通俗朗读、讽诵的长处﹐引渡到未来的诗歌”(《我们的话》)。《新诗歌》还出版过“歌谣专号”，刊登大量采用民歌、民谣、小调、鼓词、儿歌形式写作的新诗。中国诗歌会建设新诗的主张和行动，得到鲁迅、郭沫若、茅盾等的关心和支持，1935年﹐当“国防诗歌”被作为“国防文学”的一部门提出来的时候，中国诗歌会的同仁们热情投身到抗日救亡运动的洪流，并在1937年出版了“国防诗歌丛书”。抗日战争前夕﹐该团体停止了活动

## 内容
中国诗歌会由中国共产党领导的文学社团，其特点是语言的通俗化和大众化，主要是研究诗歌理论、写作诗歌作品、推广诗歌大众化。其政治思想必须站在无产阶级立场，号召工人革命和农民运动，反封建思想和资产阶级。
中国诗歌会同“新月派”、“现代派”、“象征派”多次展开文斗，认为他们的诗歌只谈风花雪月，不谈政治，脱离现实，不关心人民命运。